# جکی بیسهارت
جکی بیسهارت (انگلیسی: Jackie Basehart؛ ۱۱ اکتبر ۱۹۵۱ – ۱۶ مه ۲۰۱۵) بازیگر آمریکایی، ایتالیایی بود. وی پسر والنتینا کورتس بود. از فیلم‌هایی که وی در آن نقش داشته است، می‌توان به آن قطار زرهی لعنتی، سکس و لذت و به زور مال من اشاره کرد.